# Екере (Аландські острови)
Екере (фін. Eckerö) — громада Аландських островів, автономної території під суверенітетом Фінляндії. Муніципалітет має населення 942 особи (28 лютого 2023 року) і займає площу 752,67 квадратних кілометрів (290,61 кв. миль), з яких 644,94 км² (249,01 кв. миль) — це вода. Щільність населення становить 8,75 мешканців на квадратний кілометр (22,7/кв. милю).
Муніципалітет є однонаціонально шведським, і 90 % населення розмовляють шведською мовою.. Це найзахідніший муніципалітет Аландських островів і Фінляндії. Компанія Eckerö Linjen забезпечує поромне сполучення між Бергамном у Сторбі, Екере та Ґрісслехамном на острові Веддо, Норртельє у Швеції.
Найвідомішою будівлею Екере є пошта та митниця. Це найбільша будівля, зведена для обслуговування поштового сполучення між Стокгольмом і Санкт-Петербургом. Будівля була побудована за часів Російської імперії у 1828 році. Плани будівництва розробив архітектор Карл Людвіг Енгель.

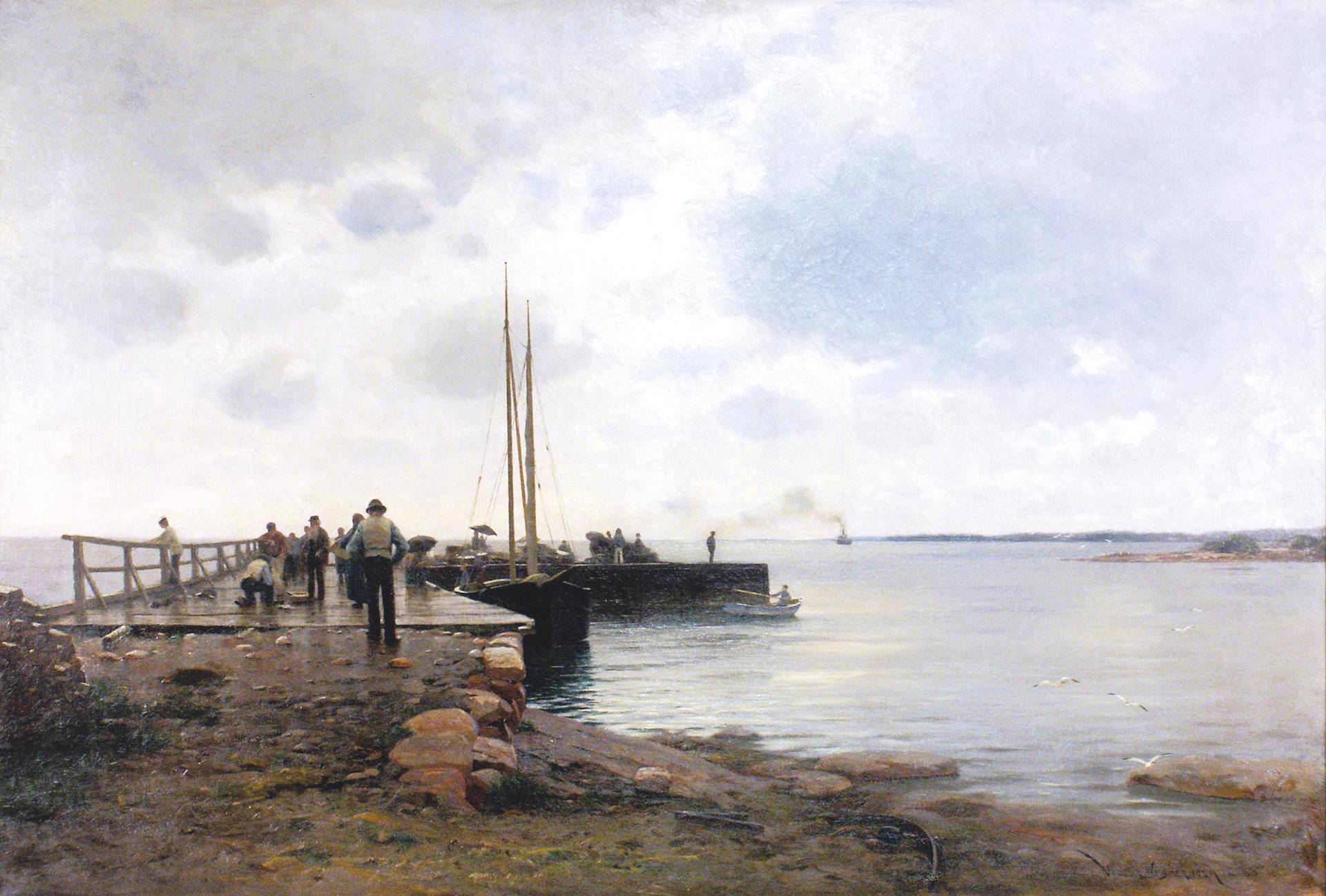
Поштова набережна Екере, художник Віктор Вестерхольм, 1885 рік